# 유소영
유소영(본명: 주소영, 1986년 3월 29일 ~ )은 대한민국의 배우이다. 과거에는 걸그룹 애프터스쿨 출신 멤버이자 가수였다.

## 학력
- 선화예술중학교 졸업
- 서울국악예술고등학교 음악연극학과 졸업
- 중앙대학교 연극영화학과 학사

## 연예 활동
- 2009년 10월 걸그룹 애프터스쿨로 데뷔
- 1년도 되지 않아 탈퇴하여 팬들에게 아쉬움을 남김
- 배우로 전업하였다.[1]

## 연기 활동

### 드라마
- 2011년 KBS1 일일연속극 《우리집 여자들》 ... 이세라 역
- 2012년 KBS2 월화드라마 《드림하이 2》 ... 박순동 역
- 2012년 채널A 주말드라마 《판다양과 고슴도치》 ... 강은비 역
- 2012년 JTBC 주말연속극 《무자식 상팔자》
- 2013년 KBS2 단막극 《KBS 드라마 스페셜 - 나에게로 와서 별이 되었다》 ... 정아 역
- 2014년 SBS 아침연속극 《나만의 당신》 ... 강성아 역
- 2014년 KBS2 단막극 《KBS 드라마 스페셜 - 운동화를 신은 신부》
- 2015년 SBS 월화드라마 《상류사회》 ... 장소현 역
- 2015년 네이버 TV 웹 드라마 《먹는 존재》 ... 조예리 역
- 2016년 SBS Plus 금요드라마 《유부녀의 탄생》 ... 소영 역

### 영화
- 2017년 《비스티걸스》 ... 지연 역

## 방송
- 온게임넷 《슈퍼 앱 코리아》 : 2011.8.11 ~ 2011.9.29
- TV조선 《최현우 노홍철의 매직홀》 : 2011.12.24 ~ 2012.6.23
- 채널A 《풍문으로 들었쇼》

## 경력
- 2005년 KBS1 《TV유치원 하나둘셋》 ... 하나 언니 역

## 수상
- 2005년 제75회 전국춘향선발대회 선